# 涅恰伊夫
50°58′49″N 32°58′2″E / 50.98028°N 32.96722°E
涅恰伊夫（烏克蘭語：Нечаїв），是烏克蘭北部的村莊，隸屬切爾尼希夫州的尼任區。該村始建於1700年，面積0.17平方公里，海拔高度138米，2006年人口12，人口密度每平方公里70.6人。